# Кйотве Багатий

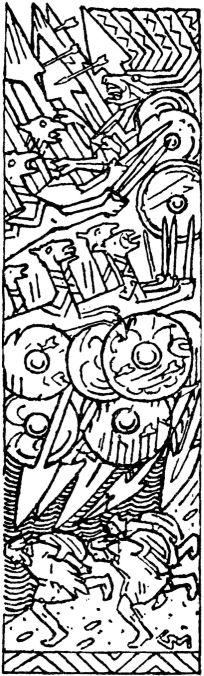
Битва біля Гафрсфйорду авторства Ґергарда Мюнте, «Коло земне», 1899

Кйотве Багатий (давньоскан. Kjǫtvi hinn auðgi, норв. Kjøtve den Rike) — напівлегендарний конунг Аґдеру, одного з дрібних королівств Норвегії наприкінці IX ст.

## Життєпис
Кйотве, як знаний конунг одного з регіонів, очолив західнонорвезьких ярлів проти короля Гаральда Прекрасноволосого у битві біля Гафрсфйорду. Переможений Гаральдом, Кйотве, за деякими переказами, втік. Багато його союзників загинули в битві. Його син Тор Гакланг був берсерком, який теж загинув під час битви.

## Популярна культура
Персонаж, дещо натхненний історичним Кйотве, на прізвисько «Жорстокий» фігурує в антагоністичній ролі у відеогрі Assassin's Creed Valhalla. Також у Кйотве Жорстокого є один син, на ім'я Горм, який періодично з'являється протягом гри.
Кйотве виступає ігровим персонажем у відеогрі Crusader Kings від Paradox Interactive і двох її продовженнях, керуючи провінцією Аґдер.